# Psychomyia reshi
Psychomyia reshi är en nattsländeart som beskrevs av Schmid 1997. Psychomyia reshi ingår i släktet Psychomyia och familjen tunnelnattsländor. Inga underarter finns listade i Catalogue of Life.